# Mathilde Verne
Mathilde Verne (geboren als Wurm; Southampton, 25 mei 1865 - Londen, 4 juni 1936) was een Engels pianist en muziekleerkracht van Duitse afkomst. Net zoals het merendeel van haar zussen veranderde Mathilde haar achternaam naar Verne in 1893 na het overlijden van haar vader John Wurm.

## Leven en carrière
Verne werd geboren in Southampton te Engeland. Ze was het vierde kind van een kroost van tien. Gedurende vier jaar studeerde ze bij Clara Schumann in Frankfurt. Daarna bouwde ze een carrière uit als concertpianist en muziekpedagoog. Gedurende een korte tijd gaf Verne les aan het Royal College of Music te Londen. Vanaf 1907 tot haar overlijden in 1936 trad ze vaak op tijdens de Queen's Hall Promenade Concerts onder leiding van Henry Wood. Aldaar stond ze bekend om haar deelname aan de Tuesday 12 O'Clock Concerts kamermuziek concerten.
Verne maakte haar debuut in de St. James's Hall te Londen, waar ze een pianotrio van Mendelssohn speelde. Als soloist nam ze deel aan vele concerten onder leiding van dirigenten als Arthur Nikisch, Hans Richter, August Manns en Henry Wood. Tweemaal bezocht Verne de Verenigde Staten. Ze speelde er onder leiding van Theodore Thomas. Onder haar studenten bevonden zich haar zus Adela Verne, haar neef John Vallier, Solomon Cutner, Moura Lympany, Harold Samuel, Herbert Menges en Elizabeth Bowes-Lyon.
Verne overleed in 1936 te Londen, omringd door bevriende musici, tijdens een feestje in Savoy. Deze bijeenkomst was bedoeld om haar boek Chords of Remembrance te lanceren.